# Естонський національний музей
Есто́нський націона́льний музе́й (ест. Eesti Rahva Muuseum) — музей, що присвячений фольклорній спадщині Якоба Гурта, етнографії Естонії та народній творчості, заснований у 1909 році в Тарту. Перші експонати для музею було зібрано у другій половині 19-го століття. Первісною метою музею, що носив ім'я вченого-етнографа, було збереження багатющої спадщини Я.Гурта. Проте зібрання розвивалося настільки швидко і набуло таких масштабів, що музей стали називати просто Естонським. 1913 року, через чотири роки після свого заснування музей отримав перше приміщення для розміщення експонатів. У 1922 році музею було передано у Тарту престижний будинок маєтку Рааді колишню власність заможної сім'ї Ліпхард і було призначено директора. У 1923 році була відкрита перша постійна експозиція музею.

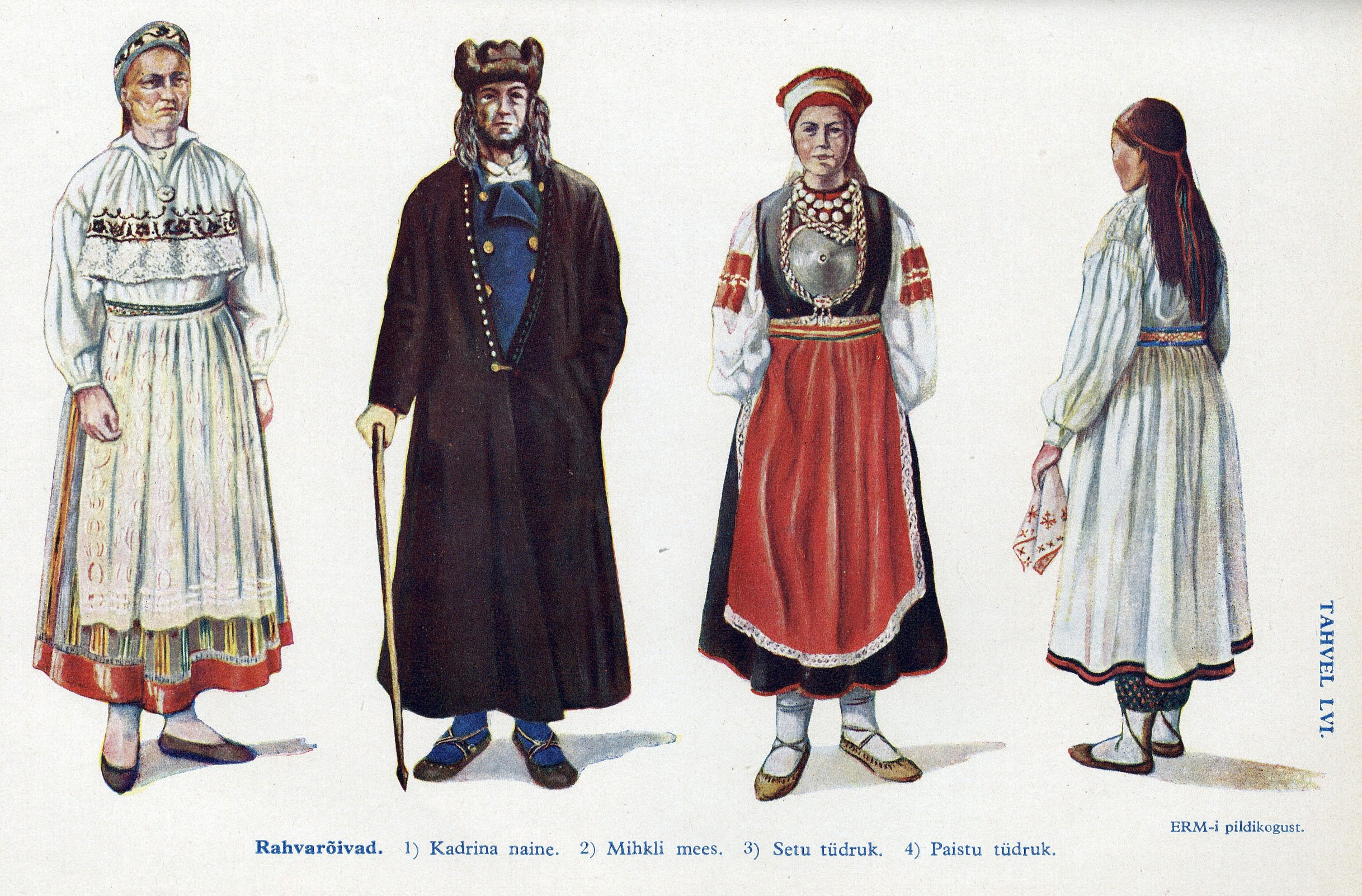
Естонські національні костюми:
1. Кадріна 2. Міхклі 3. Сету 4. Карксі-Нуйа

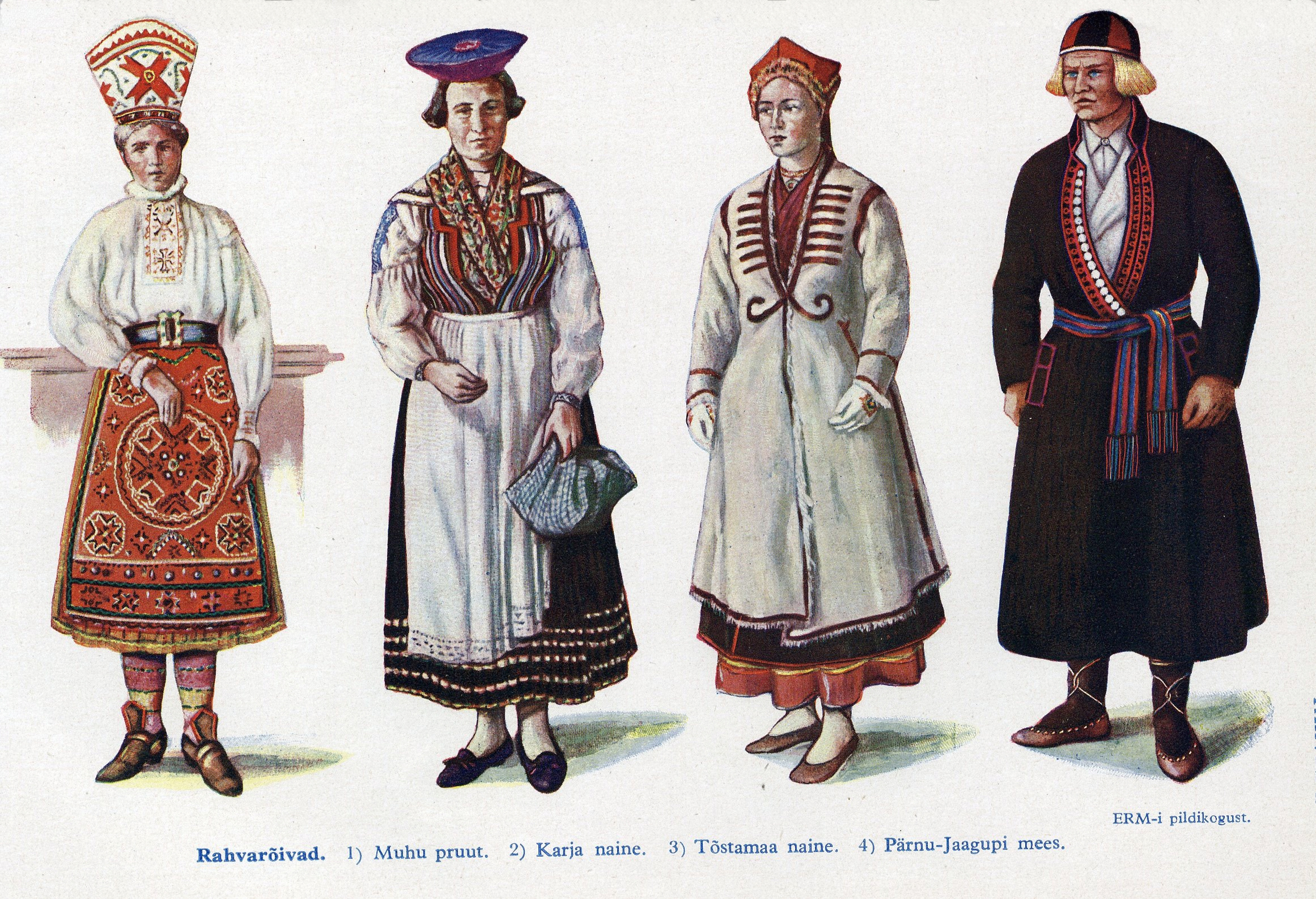
Естонські національні костюми:
5. Муху 6. Сааремаа. 7. Тистамаа. 8. Пярну-Яагупі.

## Колекція
У музеї простежуються історія, життя і традиції естонського та інших фінно-угорських народів, а також національних меншин Естонії. Там представлена повна колекція традиційних естонських національних костюмів з усіх регіонів. Колекція різьблених дерев'яних кухлів для пива ілюструє традиційні селянські свята і вихідні. Виставка містить цілу низку інших ремісничих виробів від килимів ручної роботи до лляних скатертин.

## Історія
Основну будівлю музею було зруйновано при проведенні Тартуської операції під час Другої світової війни. У 2005 році Міністерство культури Естонії та Союз естонських архітекторів оголосили разом з музеєм конкурс на створення нової будівлі Естонського національного музею. Переміг проект міжнародної асоціації архітекторів з роботою молодих архітекторів Р.Лусе і Т.Тухала Поле пам'яті. Його будівництво розпочалося у 2009 році. У 2011 році нова будівля відкрила свої двері для відвідувачів.